# Lauren Lapkus
Lauren Lapkus, née le 6 septembre 1985 à Evanston dans l'Illinois, est une actrice américaine.
Elle se fait connaître du grand public avec son rôle de Susan Fischer dans la série Orange Is the New Black.
Elle joue également le rôle de l'agent Phoebe Donnegan dans la série Good Girls et celui de Missy dans la comédie The Wrong Missy.

## Biographie
Dorthea Lauren Allegra Lapkus naît à Evanston dans l'Illinois aux États-Unis. Elle a des origines lituanienne et grecque. Elle prend des cours d'improvisation au IO Theater. Elle intègrera par la suite l'Université DePaul.
Après avoir obtenu son diplôme en 2008, elle déménage à New York pour assister aux cours de Upright Citizens Brigade Theatre. Après avoir vécu quinze mois à New York, elle déménage à Los Angeles en 2010.

### Vie privée
Le 3 mai 2014, elle épouse l'acteur Chris Alvado. Le 14 février 2016, elle annonce sur les médias sociaux que son mari et elle avaient mutuellement mis fin à leur mariage.
En 2018, elle se remarie avec l'acteur Mike Castle. Ils ont accueilli leur premier enfant en juillet 2021, une fille : Holly.

## Filmographie

### Cinéma

#### Longs métrages
- 2005 : Movie Boy de Jon Lefkovitz : Pamela
- 2012 : Dream World de Ryan Darst : Sushi
- 2013 : Amis pour la vie (Are You Here) de Matthew Weiner : Delia Shepard
- 2013 : The To Do List de Maggie Carey : Une femme
- 2014 : Famille recomposée (Blended) de Frank Coraci : Tracy, la baby-sitter
- 2014 : Bread and Butter de Liz Manashil : Deirdre Newsome
- 2015 : Jurassic World de Colin Trevorrow : Vivian Krill
- 2016 : Opening Night de Isaac Rentz : Alex Bean
- 2017 : Girlfriend's Day de Michael Paul Stephenson : Cardi
- 2018 : Holmes et Watson (Holmes and Watson) d'Etan Cohen : Millie
- 2019 : Between Two Ferns: The Movie de Scott Aukerman (en) : Carol Hunch
- 2020 : The Wrong Missy de Tyler Spindel : Melissa, « Missy »
- 2020 : Ma belle-famille, Noël et moi (Happiest Season) de Clea DuVall : Crystal
- 2022 : Le Mauvais Esprit d'Halloween (The Curse of Bridge Hollow) de Jeff Wadlow : la maire de la ville
- 2023 : Gangsters par alliance (The Out-Laws) de Tyler Spindel : Phoebe King

#### Courts métrages
- 2011 : Secrets, Secrets
- 2011 : Plastic Heart : Lauren
- 2011 : Dog DNA
- 2012 : Manhattan Mixup : Agent Smith
- 2012 : Cleve Dixon Ep 2: The Downtown Breakdown
- 2013 : Makeup Tutorial: Five Minute Face
- 2013 : 3D Printer
- 2014 : Wildlife : Grace Hinckley
- 2015 : Wild Horses : Stakeout
- 2015 : Marathon : Martha
- 2016 : The Fun Company : Jessica
- 2016 : Hairpin Bender : Emily

### Télévision

#### Séries télévisées
- 2010 - 2011 : The Parent Project : Angie
- 2010 : Jimmy Kimmel Live! : Alexi
- 2011 : The Back Room : Brenda Backpack / Carol
- 2011 : The Middle : Une caissière
- 2011 : Video Game Reunion : L'harceleuse de Luigi
- 2012 : Are You There, Chelsea ? : Dee Dee
- 2012 : Le Monde selon Tim (The Life & Times of Tim) : La serveuse
- 2012 : Hot in Cleveland : Oscar
- 2013 : You're Whole : Ellie
- 2013 : Complex : Hooker
- 2013 : Single Siblings : Une femme
- 2013 - 2016 : Comedy Bang! Bang! : Whitney Peeps / Big Sue / Harmony Moonglass / Sarah
- 2013 - 2014 / 2019 : Orange Is the New Black : Susan Fischer
- 2014 : Friends with Better Lives : Deena
- 2014 : House of Lies : Benita Spire
- 2014 : The Hotwives of Orlando : L'employée de la banque
- 2014 : Drunk History : Une femme
- 2014 : Key and Peele : Marion Glass
- 2014 : Charles, Your Hangover : Ms. Barnes
- 2014 : 7p/10e : Lauren
- 2014 : Untitled Jerrod Carmichael Pilot : Regina
- 2014 : St. Peter Meets : Anastasia
- 2015 : Clipped : Joy
- 2015 : Pitiful Creatures : Une femme
- 2015 : Kroll Show : Candace
- 2015 - 2016 : Another Period : Penelope
- 2016 : The Earliest Show : Samantha Newman
- 2016 : Gentleman Lobsters : Cat
- 2017 : Life in Pieces : Cindy
- 2017 : The Guest Book : Sandy
- 2017 : Bajillion Dollar Propertie$ : Nadine
- 2017 - 2019 : Crashing : Jess
- 2018 : Lucifer : Bree / Abel
- 2018 - 2019 : The Big Bang Theory : Denise
- 2020 - 2021 : Good Girls : Agent Phoebe Donnegan

#### Téléfilms
- 2007 : Carpeted Afterhours de Dan Brouwer : Becky
- 2011 : Let's Do This! de Bob Odenkirk : Script Supervisor Gal
- 2013 : Joe, Joe & Jane : Melissa
- 2014 : Rubberhead de Mike Relm, Richard Schreiber... : Fille #5
- 2016 : The Hindenburg Explodes! de Danny Jelinek : Penelope
- 2016 : Andy Richter's Home for the Holidays de Liz Plonka : La femme de Andy
- 2020 : Happiest Season : Mall Security Crystal

### Doublage

#### Séries d'animation
- 2015 / 2017 : Penn Zero : Part-Time Hero : Matilda
- 2016 - 2017 : Animals. : Jacob / Hilary
- 2016 - 2020 : American Dad ! : La femme mariée / La cowboy
- 2016 : TripTank : Clarine
- 2016 : Lego Jurassic World: The indominus Escape : Vivian Krill
- 2016 : Bob's Burger : Krissy
- 2016 : Adventure Time avec Finn et Jake (Adventure Time with Finn & Jake) : Patience St. Pim
- 2016 : The Characters : Amanda / Barb / Lauren / Lola / Pamela / Todd / Whitney
- 2017 : Clarence : Lauren / Kim / La maman au square
- 2017 : Ginger Snaps : Calista
- 2018 : Craig de la crique (Craig of the Creek) : Mackenzie
- 2018 : Animals. : Jacob / Une vieille femme / Sheila / Hilary
- 2018 - 2019 : Big City Greens : Une femme riche / Val
- 2018 - 2020 : Planète Harvettes (Harvey Street Kids) :
- 2019 : Star Butterfly (Star vs. the Forces of Evil) :
- 2020-présent : Star Trek: Lower Decks : Jennifer Sh'reyan

#### Jeux vidéo
- 2015 : Lego Jurassic World : Vivian Krill